# Рамхольц (замок)
Рамхольц (нем. Schloss Ramholz) — замок в историческом ландшафтном парке «Рамхольц» возле деревни Вайлер района Фолльмерц города Шлюхтерн (в земле Гессен, Германия). Замок и парк признаны памятниками культурного наследия.

## История

### Ранний период
Впервые замок упоминается в документах в 1167 году как господская усадьба рода фон Штеккельберг.
В 1501 году в имении было построено новое здание, ставшее известным как «старый замок». Это сооружение стало семейной резиденцией рода фон Хуттен, владевшего этими землями с 1482 года. Замок (часто именовавшийся Хуттеншлос) дополнил прежние укрепления замка Рамхольц, но уже не как крепость, а как роскошный особняк. В частности, появились ступенчатые фронтоны фасадов и новая башня, служившая не для обороны, а для доступа на верхние этажи.

### XVII-XVIII века
В 1698 году резиденцию и земли унаследовали графы фон Дегенфельд.
Ещё через век, в 1790 году замок и 1800 гектаров окружающих его территорий перешли во владения дома Изенбург-Бюдинген-Бюдинген .

### XIX век
С 1883 года замок приобрёл один из братьев Штумм, совладельцев компании Bruder Stumm, богатых предпринимателей и промышленников. Барон Хуго Рудольф фон Штумм давно соперничал со своими братьями Фердинандом Эдуардом фон Штуммом и Карлом Фердинандом фон Штуммом за обладание наиболее престижной резиденцией. Правда, и Эдуард, и Карл не покупали существующие замки, а построили новые комплексы в стиле неоготики (резиденции Рауишхольхаузен и Хальберг). Хуго поступил иначе. Он приобрёл замок с богатой историей и провел там масштабную реконструкцию. Проект подготовили мюнхенские архитекторы братья Эмануэль и Габриэль фон Зайдль. Работы проводились с 1893 по 1896 год.
Главное здание старого замка было перестроено, а рядом появились новые жилые дома для слуг и обслуживающего персонала. Помимо прочих был создан особый машинный двор, чтобы обеспечить весь комплекс электричеством. В итоге замок включал 80 жилых помещений, а внешний облик зданий и интерьеры совмещали стили готики, ренессанса, барокко, классицизма и модерна.

## Современное состояние
До 2012 года замок Рамхольц принадлежал потомкам семьи фон Штумм (ветвь Кюльман-Штумм). С 1997 по 2014 год здесь имелся ресторан, а часть комплекса можно было арендовать для праздников и торжественных мероприятий. На короткое время в 2012 году замок был открыт для публики и здесь проводились экскурсии. 
В том же 2012 году Рамхольц был выставлен на продажу за семь миллионов евро. В 2014 году его купили инвесторы из Китая.

## Парк
Около 80 гектаров обширной территории вокруг замка представляют собой ландшафтный парк, который в Германии считается одним из важнейших исторических объектов. Общую концепцию парка разработал шведский ландшафтный дизайнер Йенс Персон Линдаль (1843—1887), а работы проводились под руководством придворного садовника Феликса Шнетцера. По проекту сама резиденция являлась составной частью ландшафтного парка.
В разных частях парка оказались предусмотрены небольшие сооружения для разных целей, как функциональные, так и для красоты. В частности, был построен изящный павильон в честь знаменитого немецкого архитектора Бальтазара Неймана. Первоначально имелась и сторожка (позже дом лесника), построенная на Липовой аллее, ведущей к замку. В одной из дальних частей парка в районе захоронений владельцев замка в 1910 году была создана часовня в стиле модерн.
Долгое время парк оставался частным владением и доступ публики сюда был закрыт. Посетителей пускали только в определённые дни в исключительных случаях. Лишь в 1960-е годы Кнут фон Кюльманн-Штумм сделал вход в парк свободным в течение всего года.
В 2000-х годах большая часть земли парка со всеми зданиями оказалась продана новому частному владельцу.
Сады рядом с замком недоступны для посещения.

## Основные владельцы
- 1482—1698 — дворянский род фон Хуттен;
- 1698—1790 — графы фон Дегенфельд;
- 1790—1883 — дворянский род Изенбург-Бюдинген-Бюдинген;
- 1883—1910 — Хуго Рудольф фон Штумм[нем.][2];
- 1910—1947 — Баронесса Людовика Эмилия Антония фон Штумм-Рамхольц, урождённая фон Раух (вдова Хуго Рудольфа фон Штумма);
- 1948—1977 — Кнут фон Кюльманн-Штумм[нем.] (внук Нуго Рудольфа фон Штумма)[2];
- 1977—2008 — Магнус фон Кюльманн-Штуммы (сын Кнута фон Кюльманн-Штумма)[2];
- 2008—2014 — Максимилиан фон Кюльманн (сын Магнуса фон Кюльманн-Штумма)[2];
- С 2014 года замком владеет предприниматель Фан из Шанхая.

## Галерея

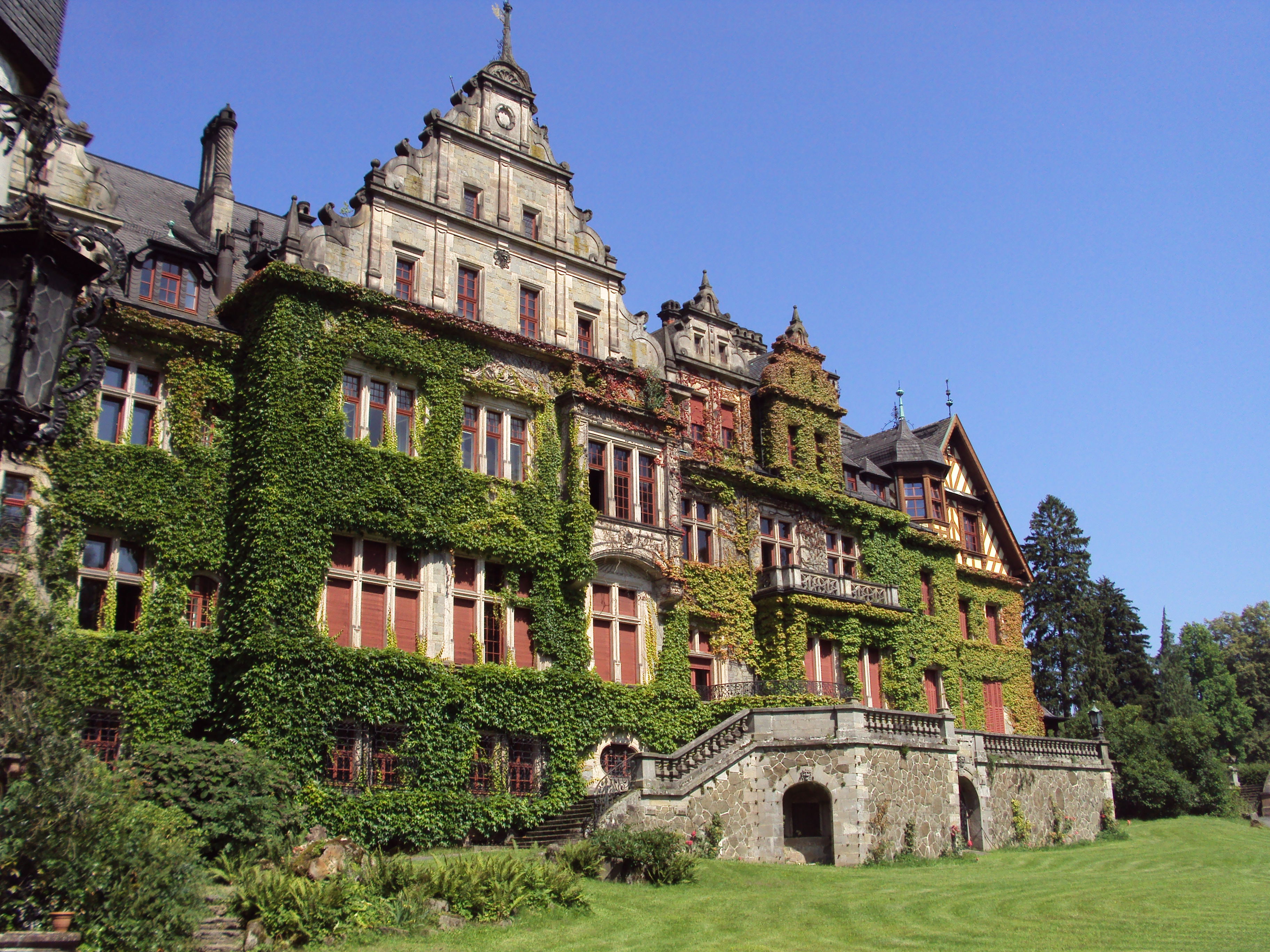
Старинные фасады замка
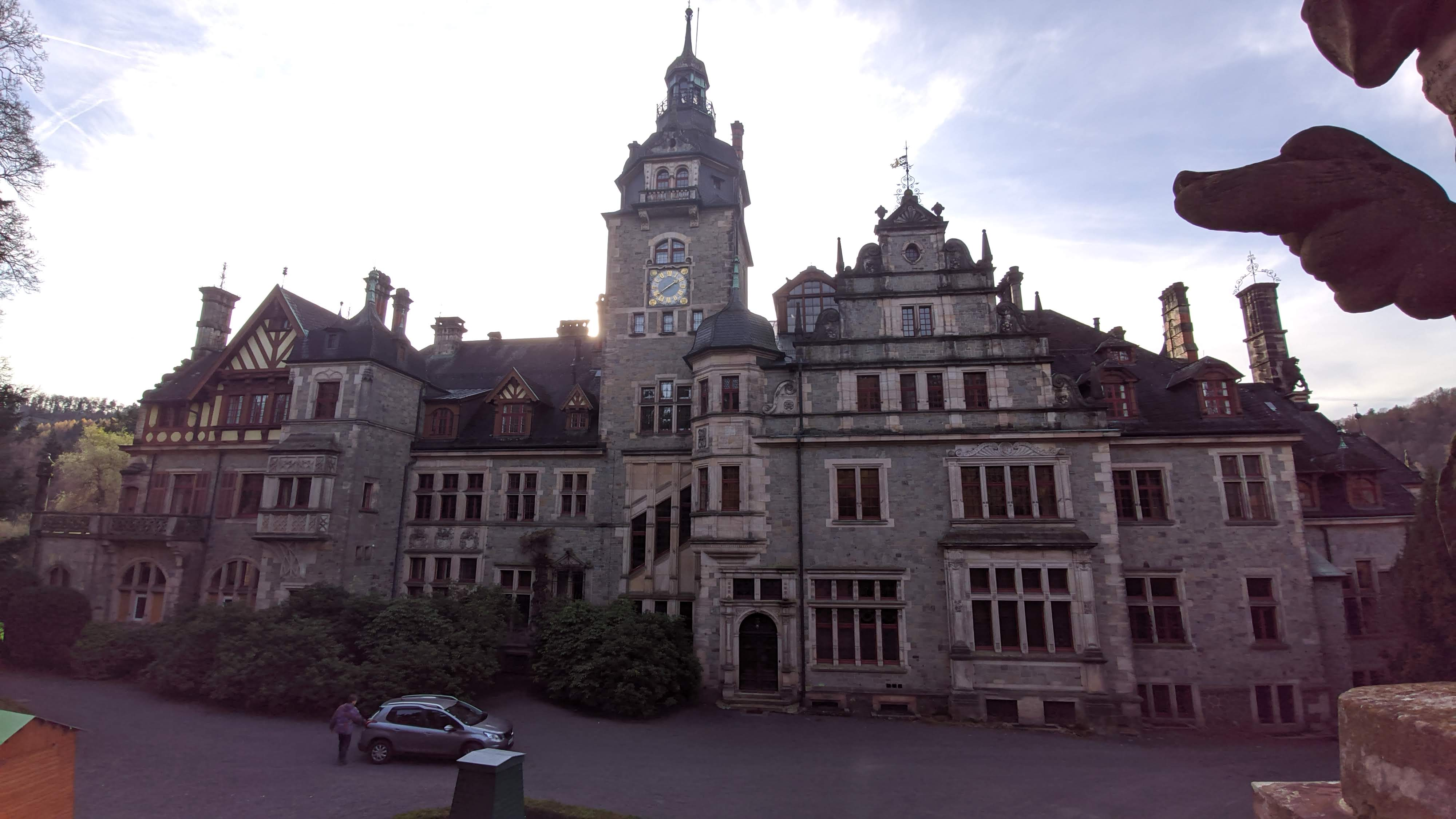
Вид замка со стороны внутреннего двора
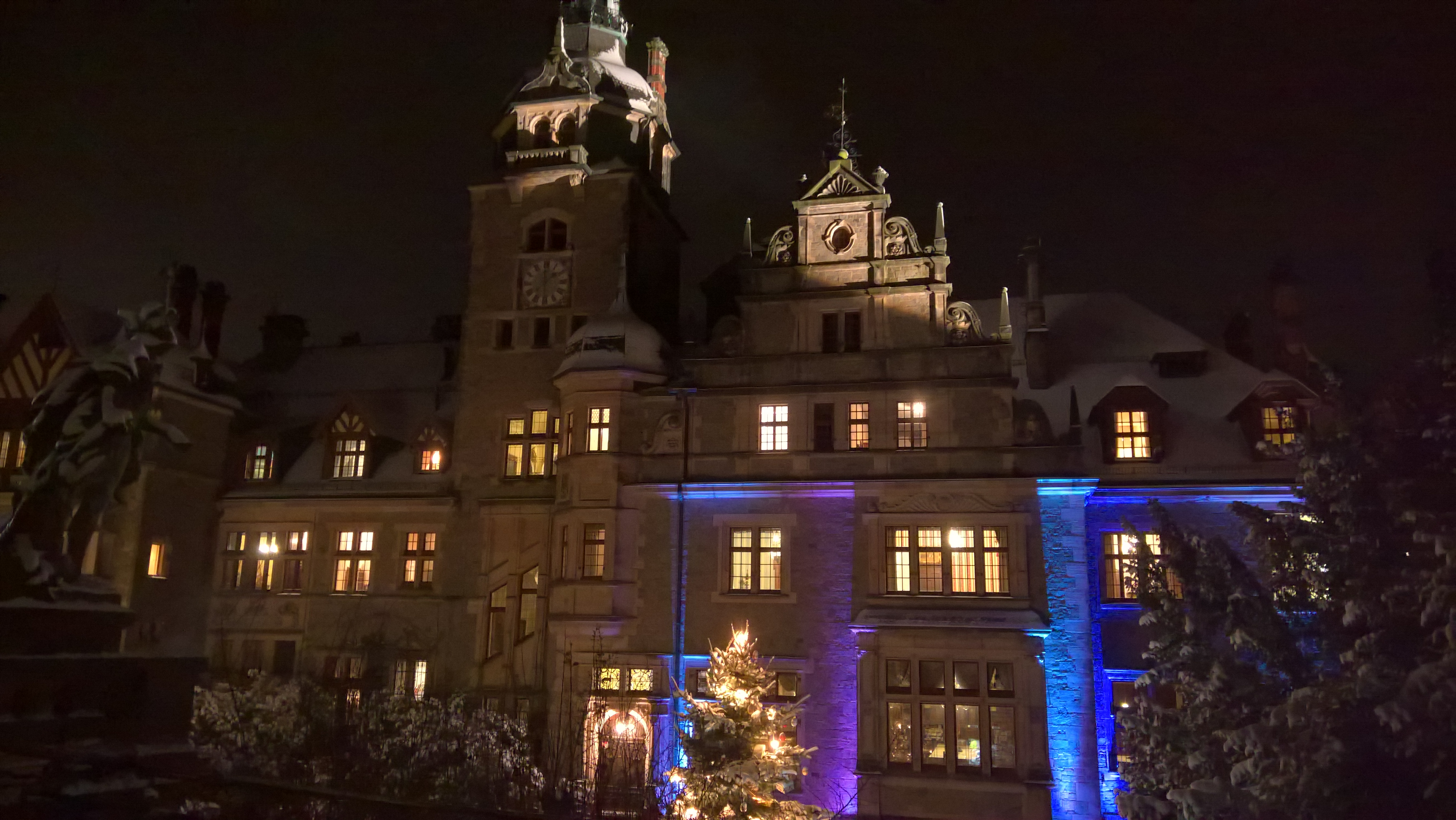
Ночная подсветка замка во время Рождества
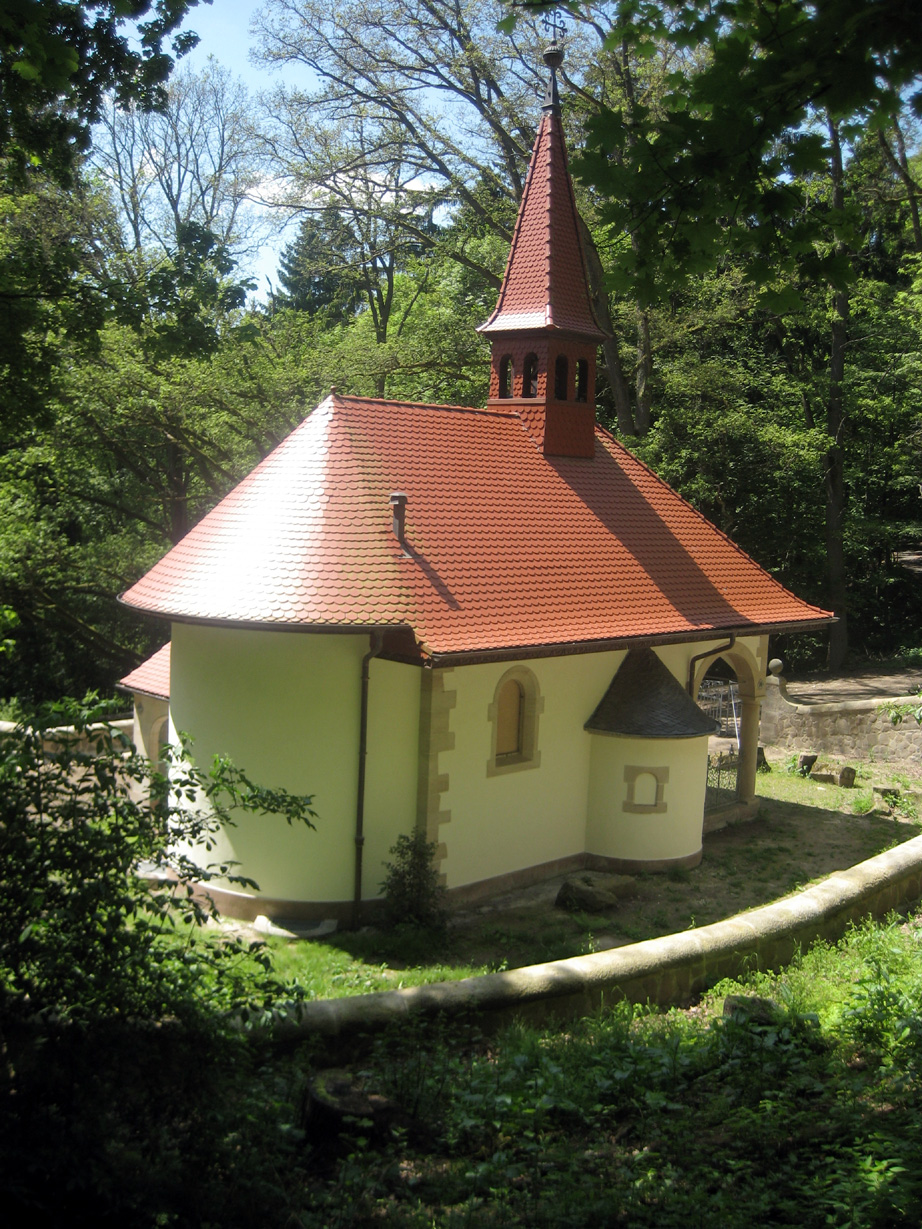
Часовня в парке
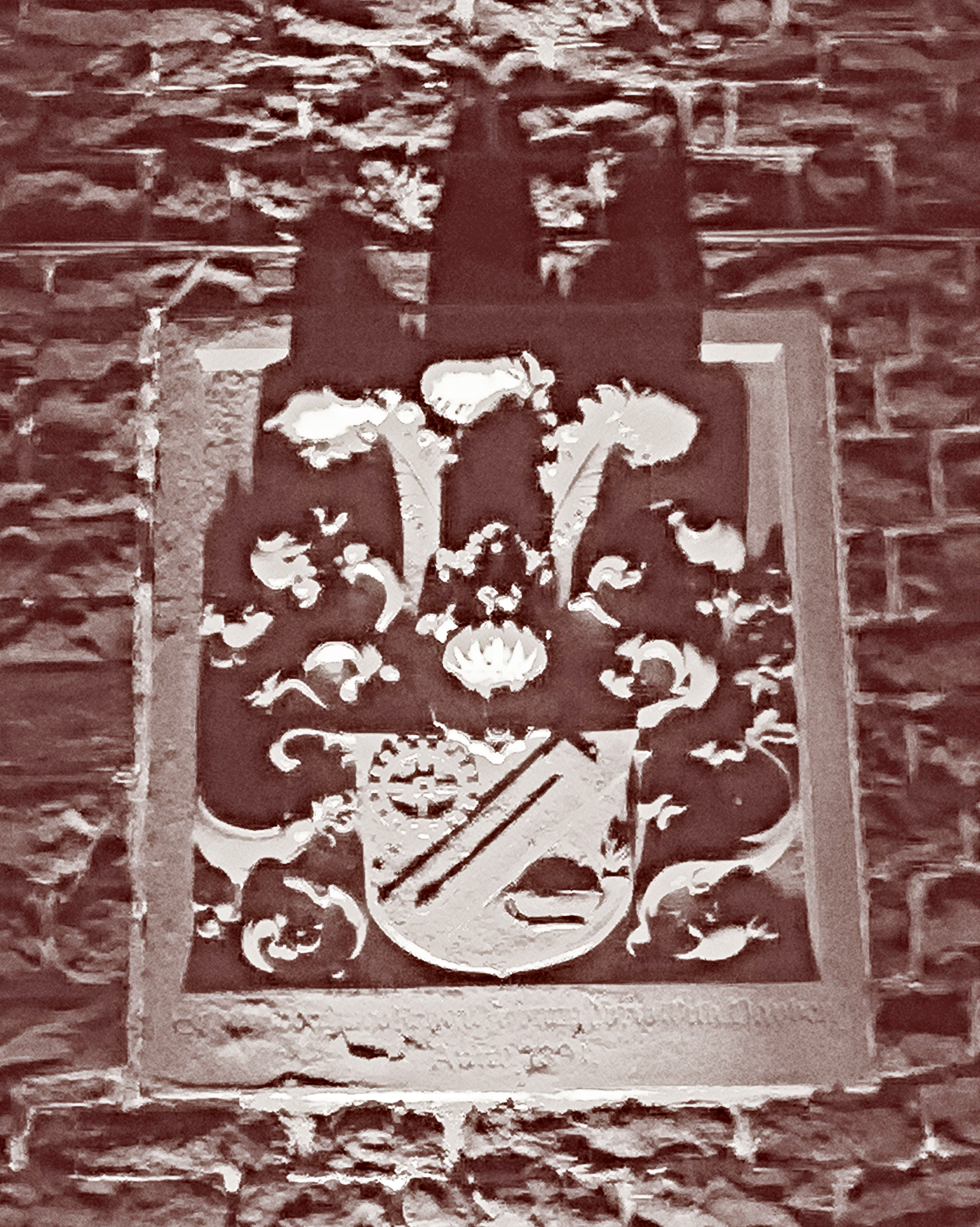
Родовой герб на стене замка